# グスタフ・レオンハルト
グスタフ・レオンハルト（Gustav Leonhardt オランダ語発音, 1928年5月30日 - 2012年1月16日）は、オランダの鍵盤楽器奏者・指揮者・教育者・音楽学者。ピリオド楽器による古楽演奏運動のパイオニアにして中心人物であった。各種の鍵盤楽器によって録音を残しているが、とりわけチェンバロ奏者・オルガン奏者として名高い。現在の主要なチェンバロ奏者の多くはレオンハルトの弟子または孫弟子である。

## 経歴
オランダ北部のス・フラーフェラントでプロテスタントの家庭に生まれた。両親はともに室内楽を演奏し、実業家である父は地元のバッハ協会に所属していた。第二次世界大戦中は、家族にとって困難な時代で、電気も水もなく食料もわずかだった。1947年から1950年までバーゼル・スコラ・カントルムにてチェンバロをエドゥアルト・ミュラー (Eduard Müller) に師事。1950年ウィーンにおいてバッハの「フーガの技法」を演奏してチェンバロ奏者としてデビュー。同地でハンス・スワロフスキーに指揮法を学ぶ。1952年から1955年までウィーン音楽アカデミーにて、また1954年よりアムステルダム音楽院にてチェンバロ教授に就任。教会オルガニストも兼務している。
残した録音は膨大で、1950年代初頭にバッハのゴルトベルク変奏曲とフーガの技法を録音。1954年にレオンハルト・バロック・アンサンブルを率いて、イギリスのカウンターテノールのアルフレッド・デラーと共演し、バッハのカンタータ2曲の先駆的な録音を行った。このアンサンブルには夫人のマリー・レオンハルトと、ニコラウス・アーノンクール（チェロ）が参加している。
レオンハルトはバロックから古典派に至るさまざまな楽曲を演奏・録音してきたが、1971年から1990年まで20年がかりでアーノンクールと分担で録音した、バッハのカンタータ全集がとりわけ有名である。
チェンバロ奏者としては、バッハの作品のほかに、フランス・クラヴサン楽派やフレスコバルディの作品の録音でも知られている。
1980年にエラスムス賞を受賞。
2012年1月16日、アムステルダムで死去。83歳没。前月の12月12日、パリ ブッフ・デュ・ノール劇場での演奏後に、病気を理由として公開演奏からの引退を発表していた。

## エピソード
レオンハルトは18世紀の家具に囲まれて生活し、CDプレーヤーやファックスを備えるのを嫌がったが、一方で自動車への情熱も持っていた。レオンハルトの弟子であったリチャード・エガーは、レオンハルト夫妻とともにオランダの古いオルガンを見に行く際、レオンハルトが最新のアルファロメオで自動車道路を凄まじい速度で駆けたことを語っている。